# Agrias rubrocaerulea
Agrias rubrocaerulea är en fjärilsart som beskrevs av Le Moult 1926. Agrias rubrocaerulea ingår i släktet Agrias och familjen praktfjärilar. Inga underarter finns listade i Catalogue of Life.